# Шоти, Йожеф
Йо́жеф Шо́ти (серб. Јожеф Шоти / Jožef Šoti; 15 февраля 1972, Устер) — сербский югославский гребец-байдарочник, выступал за сборные Югославии, Сербии и Черногории в конце 1990-х — начале 2000-х годов. Участник летних Олимпийских игр в Сиднее, многократный победитель и призёр регат национального значения. Также известен как тренер по гребле на байдарках и каноэ.

## Биография
Йожеф Шоти родился 15 февраля 1972 года в городе Устер в Швейцарии, однако впоследствии переехал на постоянное жительство в Югославию.
Первого серьёзного успеха на взрослом международном уровне добился сравнительно поздно в возрасте 28 лет в сезоне 2000 года, когда попал в основной состав сербско-черногорской национальной сборной и благодаря череде удачных выступлений удостоился права защищать честь страны на летних Олимпийских играх в Сиднее. Стартовал здесь в зачёте четырёхместных байдарок на дистанции 1000 метров совместно с партнёрами по команде Драганом Зоричем, Игором Ковачичем и Сашей Вуяничем — они с шестого места квалифицировались на предварительном этапе, затем на стадии полуфиналов показали третий результат и пробились тем самым в финал. В решающем финальном заезде, тем не менее, пришли к финишу последними девятыми, отстав от победившего экипажа из Венгрии более чем на семь секунд.
После завершения карьеры профессионального спортсмена Шоти занялся тренерской деятельностью, в частности в течение многих лет являлся личным тренером знаменитого сербского байдарочника Марко Новаковича, чемпиона Европы и мира, чемпиона Европейских игр, участника двух летних Олимпийских игр